# 波特蘭 (阿肯色州)
波特蘭（英語：Portland）是一個位於美國阿肯色州阿什利縣的城市。根據2020年美國人口普查，該地人口為325人，而該地的面積約為2.79平方千米。

## 地理
波特蘭的座標為33°14′12″N 91°30′42″W / 33.23667°N 91.51167°W，而該地的平均海拔高度為38米（即125英尺）。